# Уміта
Уміта (ісп., кеч. humita) або тамале (ісп. tamale, від науатль: tamalli) — традиційна страва індіанців від Андійського регіону до Месоамерики, що походить ще з доіспанських часів та популярна на смузі Андійського регіону та Центральної Америки від Чилі до Мексики. Складається з тіста з кукурудзяного борошна (так звана «маса») та інших інгредієнтів (різні в різних країнах, найчастіше лаймовий сік, цибуля, рідше яйця, масло, цукор, базилік, сир), завернутого в листя кукурудзи або бананів, які потім варять або запікають.
Географія поширення уміти дуже широка, в результаті різні і її назви. Слово «уміта» походить з еквадорського діалекту мови кечуа, ця назва використовується в Еквадорі, південній Колумбії, Перу та північній Аргентині, в деяких районах цих країн також вживається назва «ласті» (lasti). У Венесуелі страва відома як «аяка» або «альяка» (hallaca), в Болівії — як «солодкі кукурудзяні пироги», в Мексиці та Центральній Америці — як «тамале» (множина: тамалес).